# David James
David Benjamin James (født 1. august 1970 i Welwyn Garden City, England) er en tidligere engelsk fodboldspiller, der spillede som målmand senest hos den islandske klub ÍB Vestmannaeyja.
James er i dag målmandstræner for Luton Town.

## Klubkarriere

### Watford F.C.
James startede sin seniorkarriere i 1989 hos Watford F.C., som han fik sin ligadebut for i august 1990. Samme år blev han for første gang udtaget til det engelske U-21 landshold. I 1991 blev han kåret til klubbens bedste spiller, inden han i sommeren 1992 blev købt af storklubben Liverpool F.C. for en pris af 1 million britiske pund.

### Liverpool F.C.
James debuterede for Liverpool F.C. den 16. august 1992 i et opgør mod Nottingham Forest, og han tilspillede sig hurtigt pladsen som klubbens førstemålmand. I løbet af de følgende syv sæsoner i klubben spillede han over 200 førsteholdskampe, og var blandt andet med til at vinde Liga Cuppen i 1995 efter finalesejr over Bolton Wanderers.
James var dog berygtet for sine hyppige drops, og klubbens fans udviklede derfor et had/kærlighed forhold til målmanden, der den 23. juni 1999 blev solgt videre til Aston Villa.

### Aston Villa
I Birmingham-klubben spillede James de følgende to sæsoner, med sin debutkamp den 7. august 1999 i et opgør mod Newcastle United. Han var med til at nå finalen i FA Cuppen i 2000, der dog blev tabt til Chelsea F.C. Efter blot to sæsoner blev han solgt videre for 3,5 millioner britiske pund til West Ham United.

### West Ham
James' ophold i West Ham var præget af skadesproblemer, og først i november 2001 fik han sin debut for klubben i et London-derby mod Tottenham Hotspur. West Ham rykkede efterfølgende ned i den næstbedste række, men James blev og spillede med klubben, indtil han den 14. januar 2004 blev solgt til Manchester City.

### Manchester City
David James spillede for Manchester City i to et halvt år, og nåede i perioden at spille 93 ligakampe. Selvom han virkede godt tilpas i klubben valgte han dog af personlige årsager alligevel at skifte klub i sommeren 2006. Han skrev den 10. august 2006 kontrakt med Portsmouth F.C.

### Portsmouth F.C.
James fik en forrygende start på sin karriere på den engelske sydkyst, da han holdt målet rent i sine første fem kampe for Portsmouth F.C. I 2007 slog han rekorden for flest clean sheets i Premier League, da han i et opgør mod Aston Villa holdt målet rent for 142. gang.
I Portsmouth oplevede James også sin største succes som spiller, da han i 2008 var med til at vinde FA Cuppen, da holdet i finalen besejrede Cardiff City. Den 7. februar 2009 satte han endnu en Premier League-rekord, da han med sin 536. kamp overtog rekorden for flest kampe i ligaens historie. Han rykkede dog også ned fra Premier League med klubben i 2010.

### Bristol City F.C.
James underskrev 30. juli 2010 en etårig kontrakt med Bristol City F.C. med mulighed for forlængelse endnu et år. Han erklærede , at han håber hans præstationer for Bristol City vil give mulighed for en plads på det engelske landshold og at hans beslutning om at skifte til dem var for  at bo tættere på sin familie, da han bor i Devon.
James blev frigivet af Bristol City den 1. maj 2012, og begyndte i juli at træne med Exeter City.

### Bournemouth
Den 27. septemer 2012 blev det bekræftet, at James var skiftet til Bournemouth på en 1-årig kontrakt. Men i marts 2013 gik James med til en gensidig ophævelse af sin kontrakt.

### ÍB Vestmannaeyjar
Den 2. april 2013 skrev James under på en kontrakt med islandske ÍB Vestmannaeyja som udløb i slutningen af 2013 sæsonen.

## Træner karriere

### Luton Town
I oktober 2013 blev James målmandstræner for Luton Town.

## Landshold
James nåede i sin tid som landsholdsspiller at spille 53 kampe for Englands landshold, som han debuterede for helt tilbage i marts 1997 i et opgør mod Mexico.
I de følgende mange år har han været inde og ude af holdet, men har alligevel opnået udtagelse til VM i 2002 i Sydkorea og Japan, EM i 2004 i Portugal, VM i 2006 i Tyskland samt VM i 2010 i Sydafrika. Ved mange af slutrunderne har hans rolle dog været som reserve.

## Titler
FA Cup
- 2008 med Portsmouth F.C.

Liga Cup
- 1995 med Liverpool F.C.